# فيلادلفيا دائما مشمسة (الموسم الأول)
الموسم الأول من المُسلسل الكوميدي الأمريكي فيلادلفيا دائماً مشمسة، بدأ عرضهُ في 4 أغسطس، 2005، على قناة "FX". واحتوى على 7 حلقات، إنتهى عرضهُ في 15 سبتمبر، 2005.

## الممثلين والشخصيات

### شخصيات رئيسية
- تشارلي داي بدور تشارلي كيلي (7 حلقات)
- غلين هاورتون بدور دينيس رينولدز (7 حلقات)
- روب ماكيلهيني بدور ماك (7 حلقات)
- كايتلين اولسون بدور دياندرا رينولدز (7 حلقات)

### شخصيات متكررة
- ماري إليزابيث إليس بدور النادلة (3 حلقات)

### ضيوف الحلقات
- آرتيميس بيبداني بدور آرتيميس (1 حلقة)
- جيمي سيمبسون بدور ليام ماكبويل (1 حلقة)
- نايت موني بدور رايان ماكبويل (1 حلقة)
- ليني ستيوارت بدور بوني كيلي (1 حلقة)
- بريتاني دانيلز بدور كارمن (1 حلقة)
- أندرو فريدمان بدور العم جاك كيلي (1 حلقة)

## الحلقات
| تسلسل إجمالي | تسلسل الموسم | عنوان الحلقة "بالإنجليزية"              | إخراج         | كتابة                     | تاريخ العرض     | رمز الإنتاج |
| ------------ | ------------ | --------------------------------------- | ------------- | ------------------------- | --------------- | ----------- |
| 1            | 1            | "The Gang Gets Racist"                  | جون فورتنبيري | تشارلي داي وروب ماكيلهيني | 4 أغسطس، 2005   | IP01001     |
| 2            | 2            | "Charlie Wants an Abortion"             | جون فورتنبيري | تشارلي داي وروب ماكيلهيني | 11 أغسطس، 2005  | IP01003     |
| 3            | 3            | "Underage Drinking: A National Concern" | دان آتياس     | روب ماكيلهيني             | 18 أغسطس، 2005  | IP01006     |
| 4            | 4            | "Charlie Has Cancer"                    | روب ماكيلهيني | روب ماكيلهيني             | 25 أغسطس، 2005  | IP01004     |
| 5            | 5            | "Gun Fever"                             | دان آتياس     | غلين هاورتون              | 1 سبتمبر، 2005  | IP01005     |
| 6            | 6            | "The Gang Finds a Dead Guy"             | دان آتياس     | روب ماكيلهيني             | 8 سبتمبر، 2005  | IP01007     |
| 7            | 7            | "Charlie Got Molested"                  | جون فورتنبيري | روب ماكيلهيني             | 15 سبتمبر، 2005 | IP01002     |

## وصلات خارجية
- قائمة حلقات فيلادلفيا دائما مشمسة  على قاعدة بيانات الأفلام على الإنترنت
- قائمة حلقات فيلادلفيا دائما مشمسة  season 1  على تي في.كوم